# Prabis
Prabis é uma cidade e sector da região do Biombo, na Guiné-Bissau. Localiza-se a sul de sua região, dispondo-se às margens do canal-estuário do rio Geba.
Segundo o censo demográfico de 2009 o sector possuía uma população de 33 024 habitantes, distribuídos numa área territorial de 213,0 km².
Prabis faz parte da virtual Região Metropolitana de Bissau, uma conurbação que inclui as localidades de Bissau, Safim e Nhacra.

## Geografia
A geografia de Prabis é definida pela ilha de Bissau, e principalmente pelo rio Pufuné (ao norte) e pelo canal-estuário do rio Geba (sul), sendo dois grandes limitantes para o sector.

### Subdivisões
Prabis é subdividida nos bairros de Centro-Prabis, Petate, Cumura, Oco, Pufuné e Ponta Gardele. Administra ainda as vilas de Pasta e Suru.

## Infraestrutura

### Transportes
A principal rodovia de ligação de Prabis ao restante do território nacional é a rodovia Local nº 1 (L1), que a liga a Bissau (ao leste).

### Telecomunicações
Prabis dispõe de serviços de telefonia fixa e móvel, bem como de serviços de rede por cabo e rede móvel (já com tecnologia (4G/LTE). A principal empresa de telefonia fixa e rede por cabo é a Guiné Telecom, enquanto que a telefonia e a internet móvel são fornecidas pelas empresas Guinetel (nacional e de capital misto), Orange Bissau (grupo franco-senegalês Orange Sonatel) e MTN (sul-africano; anteriormente Areeba, de propriedade da Investcom e Spacetel Guiné-Bissau).
Em sinais de televisão aberta, existem os canais RTP África, TV Guiné-Bissau e Televisão da Guiné-Bissau, e; entre as operadoras de rádio, há transmissões da Rádio Jovem Bissau, da Rádio Nossa-Bissau, da RDP África e da Radiodifusão Nacional da Guiné-Bissau. Os serviços postais, de encomendas e de cargas da cidade são geridos pelos Correios da Guiné-Bissau.

### Saúde
O Hospital de Cumura (ou Hospital de Hanseníase da Guiné-Bissau), no bairro de Cumura, também está neste setor. A unidade de saúde é referência no tratamento de hanseníase para o continente.